# NBC體育

NBC體育徽標

NBC體育（NBC Sports）是美國電視網NBC播出的體育節目的總稱。NBC擁有轉播權的主要體育賽事包括奧運會、NFL、NASCAR、NHL、聖母大學美式足球隊、PGA巡迴賽、印第賽車系列賽、英超聯賽和三冠馬術。2011年，Comcast併購了NBC環球，旗下的體育品牌也進行了整合。NBC體育還運營有自己的體育頻道NBCSN和高爾夫台。

## 外部連結
- 官方网站 
- NBC Olympics website（页面存档备份，存于）
- NBCSportsGroupPressBox.com（页面存档备份，存于）
- NBC Sports Digital Network
  - AlliSports.com（页面存档备份，存于）
  - Rotoworld.com（页面存档备份，存于）
  - SnapDraft.com（页面存档备份，存于）
  - Allstarstats.com
  - Sandbox.com（页面存档备份，存于）
  - HardBallTalk.com（页面存档备份，存于）
  - ProBasketballTalk.com（页面存档备份，存于）
  - ProHockeyTalk.com（页面存档备份，存于）